# Laburnum
Laburnum és un gènere de plantes amb flor de la tribu Genisteae de la família Fabaceae.

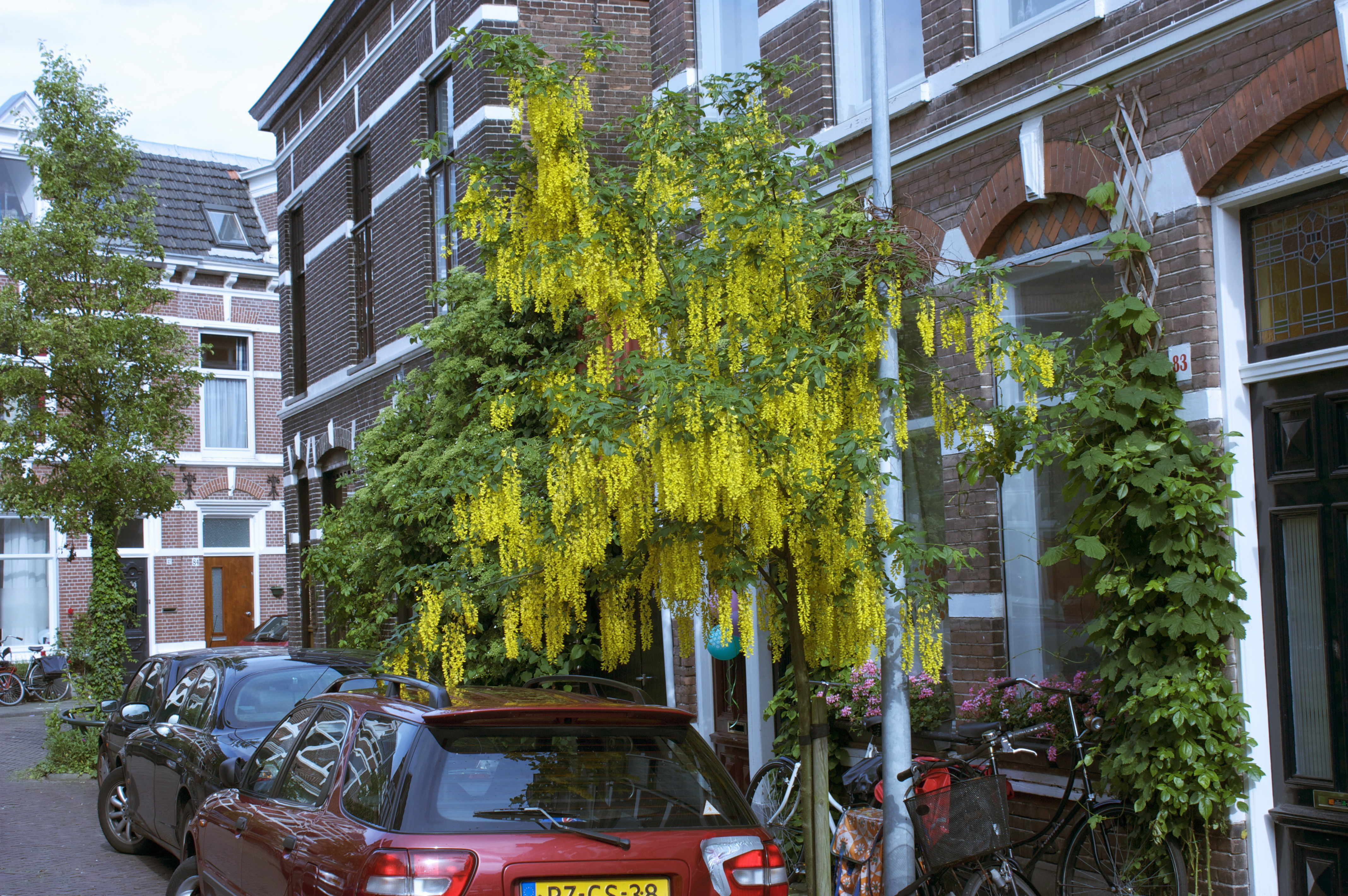
Laburnum × watereri, híbrid cultivat de l'arbust Laburnum

Els laburns són arbusts o arbrets petits coneguts per l'abundància de llurs flors grogues que els ha valgut el nom popular de "pluja d'or".
Les dues espècies d'aquest gènere són verinoses. Són molt apreciades en jardineria i existeixen híbrids conreats.

## Taxonomia
- Laburnum anagyroides - banús fals, pluja d'or o laburn
- Laburnum alpinum - laburn dels Alps